# لويد كوريجان
لويد كوريجان (بالإنجليزية: Lloyd Corrigan)‏ مواليد 16 أكتوبر 1900 في سان فرانسيسكو - الوفاة 5 نوفمبر 1969 في لوس أنجلوس، كاليفورنيا، الولايات المتحدة، هو ممثل ومخرج ومنتج وكاتب سيناريو أمريكي بدأ مسيرته الفنية سنة 1925. امتدت مسيرته الفنية لأكثر من 42 عاما.

## الأعمال
- منذ أن رحلت
- سيرانو دي برجراك
- إنه عالم مجنون مجنون مجنون مجنون

## روابط خارجية
- لويد كوريجان على موقع IMDb (الإنجليزية)
- لويد كوريجان على موقع ألو سيني (الفرنسية)
- لويد كوريجان على موقع تيرنر كلاسيك موفيز (الإنجليزية)
- لويد كوريجان على موقع أول موفي (الإنجليزية)
- لويد كوريجان على موقع قاعدة بيانات برودواي على الإنترنت (الإنجليزية)
- لويد كوريجان على موقع قاعدة بيانات الأفلام السويدية (السويدية)
- لويد كوريجان على موقع إن إن دي بي (الإنجليزية)
- لويد كوريجان على موقع قاعدة بيانات الفيلم (الإنجليزية)
- لويد كوريجان على موقع كينوبويسك (الروسية)